# Los Oroza
Los Oroza är en ort i Mexiko.   Den ligger i kommunen Huejotzingo och delstaten Puebla, i den sydöstra delen av landet, 80 km öster om huvudstaden Mexico City. Los Oroza ligger 2 311 meter över havet och antalet invånare är 271.
Terrängen runt Los Oroza är platt åt nordost, men åt sydväst är den kuperad. Terrängen runt Los Oroza sluttar österut. Runt Los Oroza är det ganska tätbefolkat, med 108 invånare per kvadratkilometer. Närmaste större samhälle är Cholula, 17,0 km sydost om Los Oroza. Omgivningarna runt Los Oroza är en mosaik av jordbruksmark och naturlig växtlighet.